# Alfonso Dosal
Alfonso Dosal  (Mexikóváros, Mexikó, 1985. március 13. –) mexikói színész.

## Élete
Alfonso Dosal 1985. március 13-án született Mexikóvárosban. Karrierjét 2006-ban kezdte a Marina című sorozatban, ahol Chuyt alakította. 2010-ben Sebastián Longoria szerepét játszotta a Para volver a amar című telenovellában.
Felesége Solana Azulay, modell. 2012-ben megszületett első gyermekük, Mila. 2014-ben bejelentették, hogy második gyermeküket várják.

## Filmográfia

### Telenovellák
- A que no me dejas (2015) - Camilo Fonseca (Televisa)
- El color de la pasión (A szenvedély száz színe)(2014) - Federico Valdivia Fuentes (Televisa)
- Cásate conmigo, mi amor (2013)- (Televisa)
- Miss XV (2012) - Max (Televisa)- (Nickelodeon)
- Para volver a amar (2010-2011) - Sebastián Longoria Andrade (Televisa)
- Marina (2006) - Ricardo "Chuy" Alarcón Hernández (Telemundo)

### Sorozatok
- Ellas son... la alegría del hogar (2009) - Rodrigo
- XY. La revista (2010) - Alfonso
- Cásate conmigo mi amo (2013) - Alonso

### Színház
- Rojo (2011) Ken
- El Knack (2011) Tolen
- El viaje de Tina (2011) Chofer, Policía y Mike
- Agonía y Éxtasis de Steve Jobs (2013)